# AssoRinnovabili
AssoRinnovabili è l'associazione italiana dei produttori, dell'industria e dei servizi per le energie rinnovabili (ex APER) che riunisce e rappresenta i produttori di energia elettrica derivante da fonti rinnovabili e i fornitori di servizi professionali, tecnologie e componenti attivi nella filiera rinnovabile, al fine di tutelarne i diritti, promuoverne gli interessi a livello nazionale e internazionale e favorire lo sviluppo di un'energia pulita. Dal 27 aprile 2017, a seguito della fusione con Assoelettrica, assoRinnovabili è confluita in Elettricità Futura.

## Storia
AssoRinnovabili nasce dall'aggregazione di due associazioni del settore delle rinnovabili: Assosolare (Associazione nazionale dell'industria solare fotovoltaica) e APER (Associazione Produttori Energia Rinnovabile) che dal 1987 era già punto di riferimento per gli operatori del settore e di rappresentanza presso le istituzioni nazionali e internazionali, con l'obiettivo di promuovere e incentivare l'uso delle fonti rinnovabili. Nel luglio 2013 l'assemblea APER ha deliberato il cambio di nome in assoRinnovabili e aggregato i soci di Assosolare, rafforzando il suo ruolo di prima associazione italiana in quanto a rappresentatività della categoria e una delle maggiori a livello europeo per numero di associati e potenza installata. Il 27 aprile 2017 assoRinnovabili costituisce, integrandosi con Assoelettrica, Elettricità Futura.

## Descrizione
AssoRinnovabili conta circa 1000 associati e più di 2400 impianti, con un totale di oltre 13000 MW di potenza elettrica installata, utilizzando l'energia eolica, solare, idroelettrica e biologica (bioenergia) per produrre oltre 30 miliardi di kWh all'anno con una riduzione di emissioni di anidride carbonica di oltre 17 milioni di tonnellate all'anno.

## Organizzazione
AssoRinnovabili ha sede a Milano e Roma. È composta da Consiglio Direttivo, Giunta, Revisori dei Conti e Team. Al 2014, il presidente è Agostino Re Rebaudengo.

## Attività
AssoRinnovabili svolge diverse attività a sostegno del settore delle rinnovabili:
- svolge un ruolo di rappresentanza e tutela dei produttori di energia da fonti rinnovabili presso le istituzioni europee, nazionali e le amministrazioni regionali, all'interno del processo di definizione della normativa che regoli e promuova lo sviluppo del settore eolico, idroelettrico, fotovoltaico e bioenergetico;
- fornisce servizi di assistenza e aggiornamento costante ai suoi associati sui principali temi riguardanti le fonti rinnovabili: la normativa, l'iter autorizzativo per realizzare impianti da fonti rinnovabili, il mercato dell'energia e gli incentivi del settore.
- fornisce servizi di formazione e informazione ai suoi associati e a operatori di settore, ordini professionali, pubbliche amministrazioni ed enti interessati al mondo delle rinnovabili, attraverso convegni e attività del Centro Formazione.